# Loo (řeka)
Loo (estonsky plným názvem Loo jõgi, tedy „řeka Loo“ nebo „Looská řeka“, někdy též Kahala jõgi, Santoja, Liiva oja nebo Sõitme oja) je říčka na severu Estonska v kraji Harjumaa. Vytéká z Kuuského močálu poblíž vesnice Kosu a ústí do Kolžského zálivu Baltského moře poblíž vesnice Andineeme.